# Оскар (кинопремия, 1939)
11-я церемония награждения кинопремии «Оскар» прошла 23 февраля 1939 года.

## Полный список номинантов и победителей
Победители выделены жирным шрифтом.

### Лучший фильм
- «С собой не унесёшь» — Columbia Pictures
  - «Великая иллюзия» — Réalisation d’art cinématographique
  - «Город мальчиков» — Metro-Goldwyn-Mayer
  - «Иезавель» — Warner Brothers
  - «Лётчик-испытатель» — Metro-Goldwyn-Mayer
  - «Пигмалион» — Gabriel Pascal Productions
  - «Приключения Робина Гуда» — Warner Brothers
  - «Регтайм-бэнд Александра» — 20th Century Fox
  - «Цитадель» — Metro-Goldwyn-Mayer
  - «Четыре дочери» — Warner Brothers совместно с First National Pictures Inc.

### Лучшая режиссёрская работа
- Фрэнк Капра — «С собой не унесёшь»
  - Кинг Видор — «Цитадель»
  - Майкл Кёртис — «Четыре дочери»
  - Норман Таурог — «Город мальчиков»
  - Майкл Кёртис — «Ангелы с грязными лицами»

### Лучший актёр
- Спенсер Трейси — «Город мальчиков»
  - Шарль Буайе — «Алжир»
  - Джеймс Кэгни — «Ангелы с грязными лицами»
  - Роберт Донат — «Цитадель»
  - Лесли Говард — «Пигмалион»

### Лучшая актриса
- Бетт Дейвис — «Иезавель»
  - Фэй Бейнтер — «Белые флаги»
  - Маргарет Саллаван — «Три товарища»
  - Уэнди Хиллер — «Пигмалион»
  - Норма Ширер — «Мария Антуанетта»

### Лучший актёр второго плана
- Уолтер Бреннан — «Кентукки»
  - Джон Гарфилд — «Четыре дочери»
  - Джин Локхарт — «Алжир»
  - Роберт Морли — «Мария Антуанетта»
  - Бэйзил Рэтбоун — «Если бы я был королём»

### Лучшая актриса второго плана
- Фэй Бейнтер — «Иезавель»
  - Спринг Байинтон — «С собой не унесёшь»
  - Милица Корьюс — «Большой вальс»
  - Билли Берк — «Весело мы живём»
  - Бьюла Бонди — «Из человеческих сердец»

### Лучший оригинальный сюжет
- «Город мальчиков» — Элинор Гриффин, Дор Шэри
  - «Регтайм-бэнд Александра» — Ирвинг Берлин
  - «Ангелы с грязными лицами» — Роуланд Браун
  - «Блокада» — Джон Хоуард Лоусон
  - «Без ума от музыки» — Марселла Бёрк, Фредерик Конер
  - «Лётчик-испытатель» — Фрэнк Уид

### Лучший адаптированный сценарий
- «Пигмалион» — Иэн Дэлримпл, Сесил Льюис, У. П. Липскомб, Джордж Бернард Шоу
  - «Город мальчиков» — Джон Миен, Дор Шэри
  - «Четыре дочери» — Ленор Джей Коффи, Джулиус Джей Эпстейн
  - «Цитадель» — Иэн Дэлримпл, Фрэнк Уид, Элизабет Хилл
  - «С собой не унесёшь» — Роберт Рискин

### Лучшая работа художника-постановщика
- «Приключения Робина Гуда» — Карл Джулс Вейл
  - «Регтайм-бэнд Александра» — Бернард Херцбрун, Борис Левен
  - «Алжир» — Александр Толубофф
  - «Без ума от музыки» — Джек Оттерсон
  - «Весело мы живём» — Чарльз Д. Холл
  - «Мария Антуанетта» — Седрик Гиббонс
  - «Если бы я был королём» — Ханс Драйер, Джон Б. Гудман
  - «Безумства Голдвина» — Ричард Дэй
  - «Праздник» — Стивен Гуссон, Лайонел Бэнкс
  - «Беззаботная» — Ван Нест Полглас
  - «Приключения Тома Сойера» — Лайл Р. Уиллер

### Лучшая операторская работа
- «Большой вальс» — Джозеф Руттенберг
  - «Алжир» — Джеймс Уонг Хау
  - «Весело мы живём» — Норберт Бродин
  - «Иезавель» — Эрнест Хэллер
  - «Без ума от музыки» — Джозеф Валентайн
  - «С собой не унесёшь» — Джозеф Уокер
  - «Оживлённая леди» — Роберт Де Грасс
  - «Последний корсар» — Виктор Мильнер
  - «Молодой сердцем» — Леон Шамрой
  - «Армейская девчонка» — Эрнест Миллер и Гарри Уайлд
  - «Суэц» — Певерелл Марли

### Лучший звук
- «Ковбой и леди»
  - «Армейская девчонка»
  - «Четыре дочери»
  - «Если бы я был королём»
  - «Весело мы живём»
  - «Суэц»
  - «Оживлённая леди»
  - «С собой не унесёшь»
  - «Возлюбленные»
  - «Тот самый возраст»

### Лучшая оригинальная музыка к фильму
- «Приключения Робина Гуда» — Эрих Вольфганг Корнгольд
  - «Ковбой и леди»
  - «Армейская девчонка»
  - «Если бы я был королём»
  - «Мария Антуанетта»
  - «Суэц»
  - «Блокада»
  - «Молодой сердцем»
  - «Pacific Liner»
  - «Block-Heads»
  - «Breaking the Ice»

### Лучшая песня к фильму
- «Thanks for the Memory» — «Большое радиовещание в 1938 году»
  - «Change Partners and Dance with Me» — «Беззаботная»
  - «Merrily We Live» — «Весело мы живём»
  - «A Mist over the Moon» — «Леди возражает»
  - «My Own» — «Тот самый возраст»
  - «Now It Can Be Told» — «Регтайм-бэнд Александра»
  - «The Cowboy and the Lady» — «Ковбой и леди»
  - «Always and Always» — «Манекен»
  - «Dust» — «Под западными звёздами»
  - «Jeepers Creepers» — «Достижение успеха»

### Саундтрек
- «Регтайм-бэнд Александра»
  - «Безумства Голдвина»
  - «Иезавель»
  - «Молодой сердцем»
  - «Без ума от музыки»
  - «Возлюбленные»
  - «Беззаботная»
  - «Storm Over Bengal»
  - «Школьница»
  - «There Goes My Heart»
  - «Tropic Holiday»

### Лучший монтаж
- «Приключения Робина Гуда»
  - «Регтайм-бэнд Александра»
  - «Большой вальс»
  - «С собой не унесёшь»
  - «Лётчик-испытатель»

### Лучший анимационный короткометражный фильм
- «Ferdinand the Bull»
  - «Brave Little Tailor»
  - «Good Scouts»
  - «Hunky and Spunky»
  - «Mother Goose Goes Hollywood»

### Лучший короткометражный фильм
- «That Mothers Might Live»
  - «The Great Heart»
  - «Timber Toppers»

### Лучший короткометражный фильм, снятый на две бобины
- «The Declaration of Independence»
  - «Swingtime in the Movies»
  - «They’re Always Caught»

### Молодёжная награда Академии
- Дина Дурбин и Мики Руни — за весомый вклад в молодёжное кино

### Награда имени Ирвинга Тальберга
- Хэл Б. Уоллис

### Награда за выдающиеся заслуги
- Уолт Дисней — за новаторство и выдающиеся достижения в области анимации (за мультфильм «Белоснежка и семь гномов»);
- Дж. Артур Болл — за выдающийся вклад в развитие цветного кино;
- Гарри Уорнер — за патриотичность в создании короткометражных лент исторической направленности, отражающих значительные эпизоды борьбы американского народа за свободу;
- Гордон Дженнингс, Джен Домела, Деверо Дженнингс, Ирмин Робертс, Арт Смит, Farciot Edouart, Лойал Григгс, Лорен Л. Райдер, Гарри Д. Миллс, Луи Месенкоп, Уолтер Оберст — за выдающиеся достижения в создании визуальных и звуковых эффектов (для фильма «Порождение севера»);
- Оливер Т. Марш и Аллен М. Дэви — за операторскую работу в цветном кинофильме («Возлюбленные»).